# Lepidothrix
Lepidothrix är ett fågelsläkte i familjen manakiner inom ordningen tättingar. Släktet omfattar nio arter som förekommer i Latinamerika från Costa Rica till Bolivia:
- Blåkronad manakin (L. coronata)
- Sammetsmanakin (L. velutina)
- Snöhättad manakin (L. nattereri)
- Gyllenkronad manakin (L. vilasboasi)
- Pärlhättad manakin (L. iris)
- Tepuímanakin (L. suavissima)
- Vitpannad manakin (L. serena)
- Blågumpad manakin (L. isidorei)
- Azurkronad manakin (L. coeruleocapilla)